# Kai Stührenberg

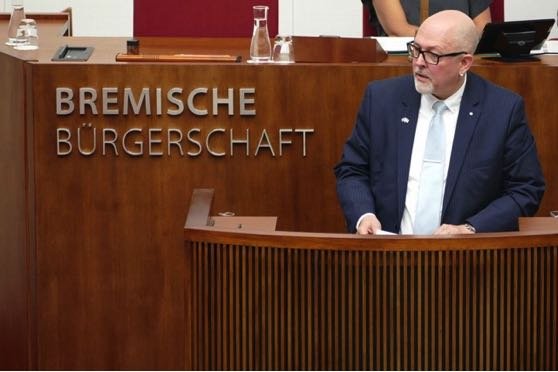
Kai Stührenberg

Kai J. F. Stührenberg (* 28. November 1964 in Bremen) ist ein deutscher Politiker (Die Linke) und seit 2020 Bremer Staatsrat bei der Bremer Wirtschaftssenatorin.

## Leben
Stührenberg ist gelernter Elektroanlageninstallateur und Betriebswirt. Nach seinem Studium an der Hochschule Bremen war er in einer Bremer Marketingagentur als Personaltrainer und Projektmanager tätig und danach eine Zeitlang selbständig mit einem Beratungsunternehmen. Danach war er als Produktmanager und Marketingleiter im Bereich der medizinischen Software tätig. Nach einigen Jahren im Bereich der Radiologie Software bei MeVis Technology arbeitete er in einem Startup für Videokonferenzsoftware.
Von 2001 bis 2017 war Stührenberg als Innovationsmanager und Teamleiter in der  Wirtschaftsförderung Bremen (WFB) beschäftigt und dort zuständig für Innovation, Digitalisierung, Kreativwirtschaft und das European Enterprise Network. Von 2009 bis 2014 hat er für die WFB die Designsparte im Wilhelm-Wagenfeld-Haus geleitet. Im Rahmen seiner Tätigkeit als stellv. Abteilungsleiter bei der WFB und im Wirtschaftsressort war er Mitglied des Vorstands von Automotive Nordwest e.v. sowie im Verein Digital Media, sowie Mitglied im Beirat des  Klub Dialog e.V. Seit 2015 ist er Mitglied im Beirat  Medienpraxis an der Universität Bremen. Darüber hinaus war er von 2013 bis 2015 Mitglied der Jury des Hochschulpreises der Hochschule für Künste Bremen (HFK), sowie von 2013 bis 2015 in der Jury des Bremer Autoren- und Produzentenpreis. Zwischen 2010 und 2018 war er als Lehrbeauftragter für die Themen Unternehmensführung und Digitales Marketing an der Universität Bremen und der Hochschule Bremen tätig. Seit 2020 ist er Mitglied des Aufsichtsrats des Theater Bremen.
Seit dem Übergang der Abteilung ins Wirtschaftsressort (2017) war er Referatsleiter und stellvertretender Abteilungsleiter im Bereich Innovation. Ab August 2019 war er Pressesprecher des Ressorts und gleichzeitig stellvertretender Senatspressesprecher.
Seit November 2020 ist er als Staatsrat in dem von Kristina Vogt (Die Linke) geführten Senatsressort für Wirtschaft tätig. Zunächst war er für die Bereiche Arbeit und Europa zuständig, seit Juli 2023 ist er für den Bereich Häfen zuständig. 
Stührenberg ist verheiratet und hat drei Kinder.